# Sloten (plaats in Noord-Holland)

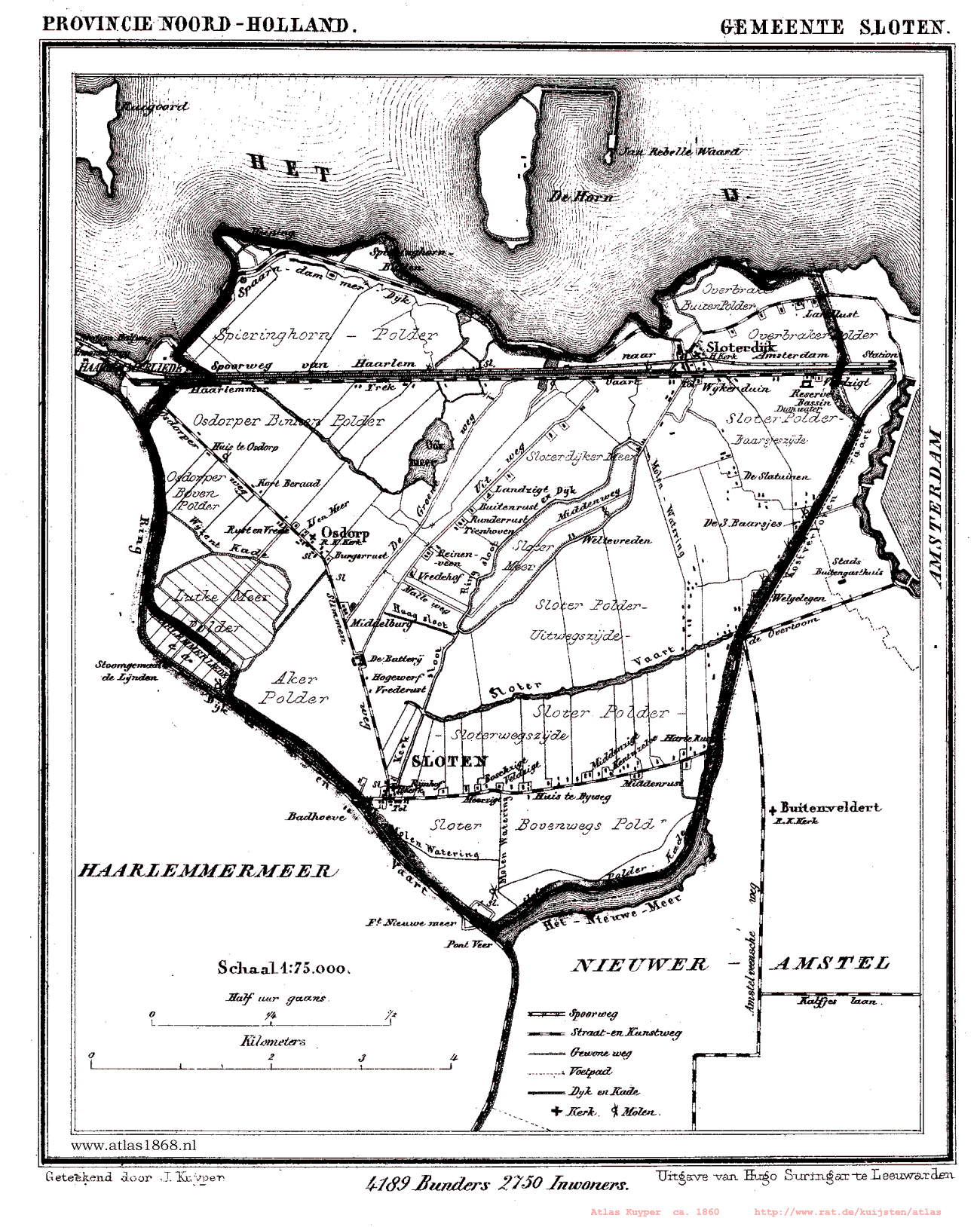
De gemeente Sloten in 1868

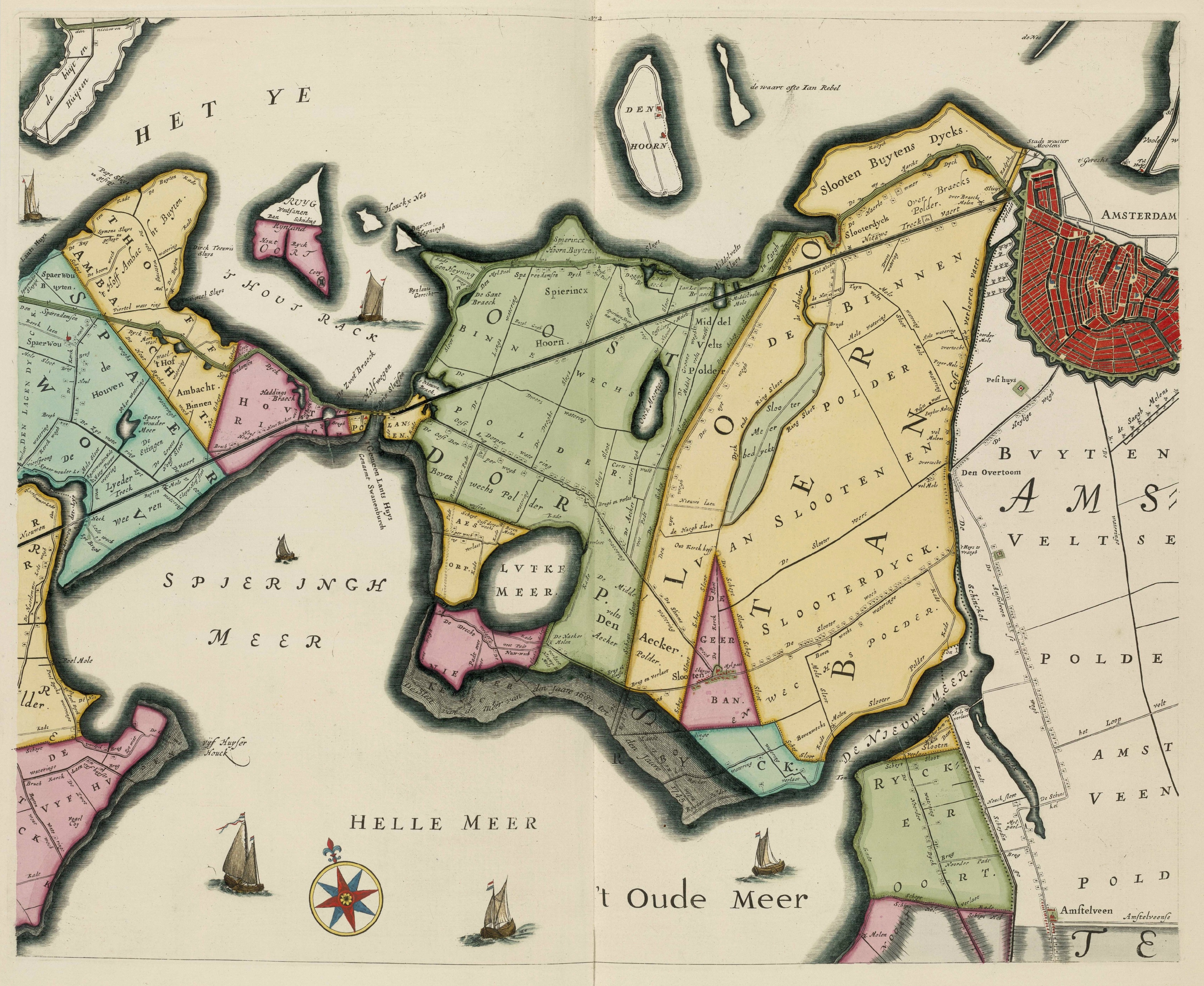
Sloten en omgeving op een kaart van een deel van het Hoogheemraadschap van Rijnland uit 1746

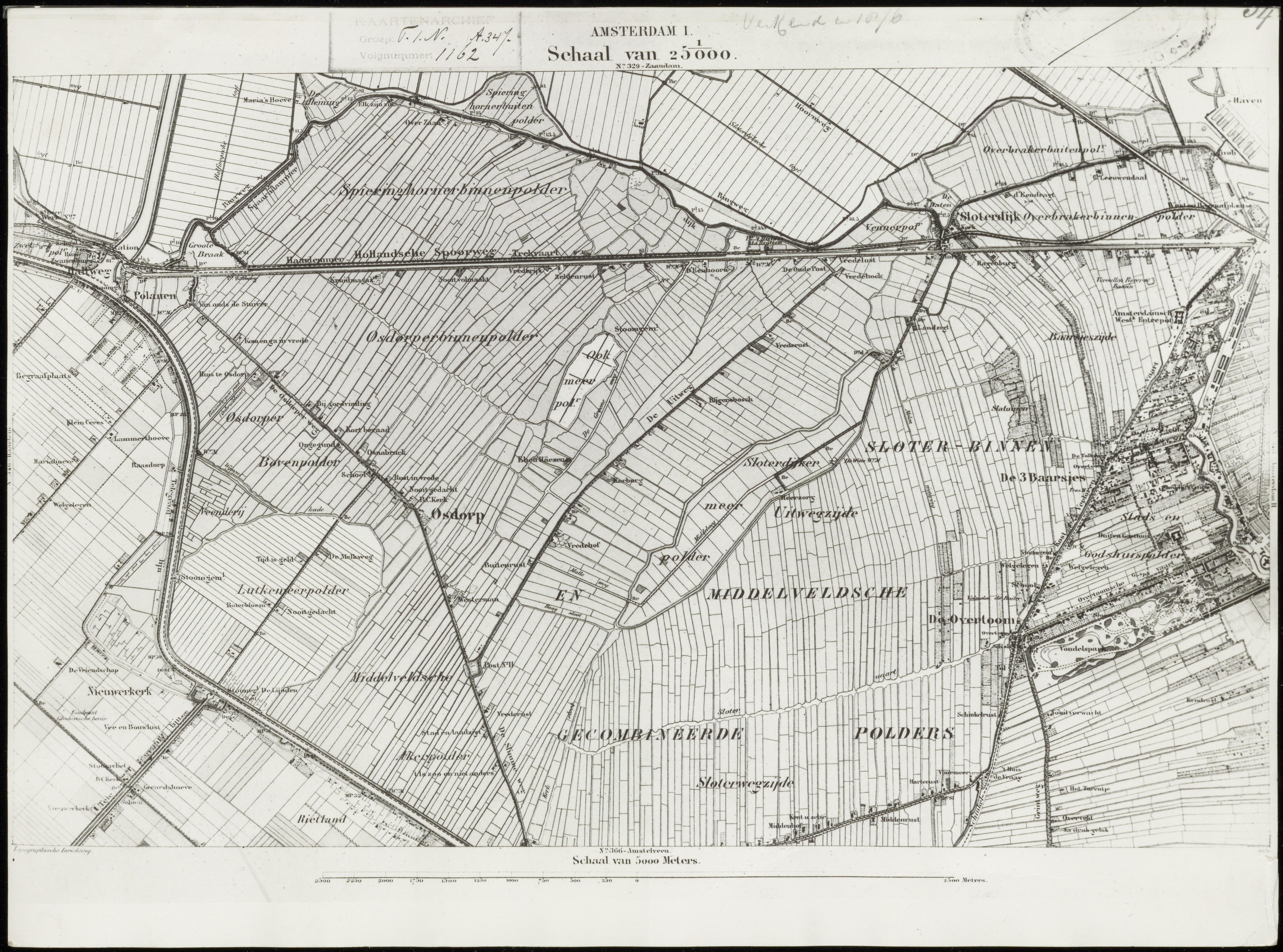
Gedeelte van de gemeente Sloten op de topografische kaart van 1876.

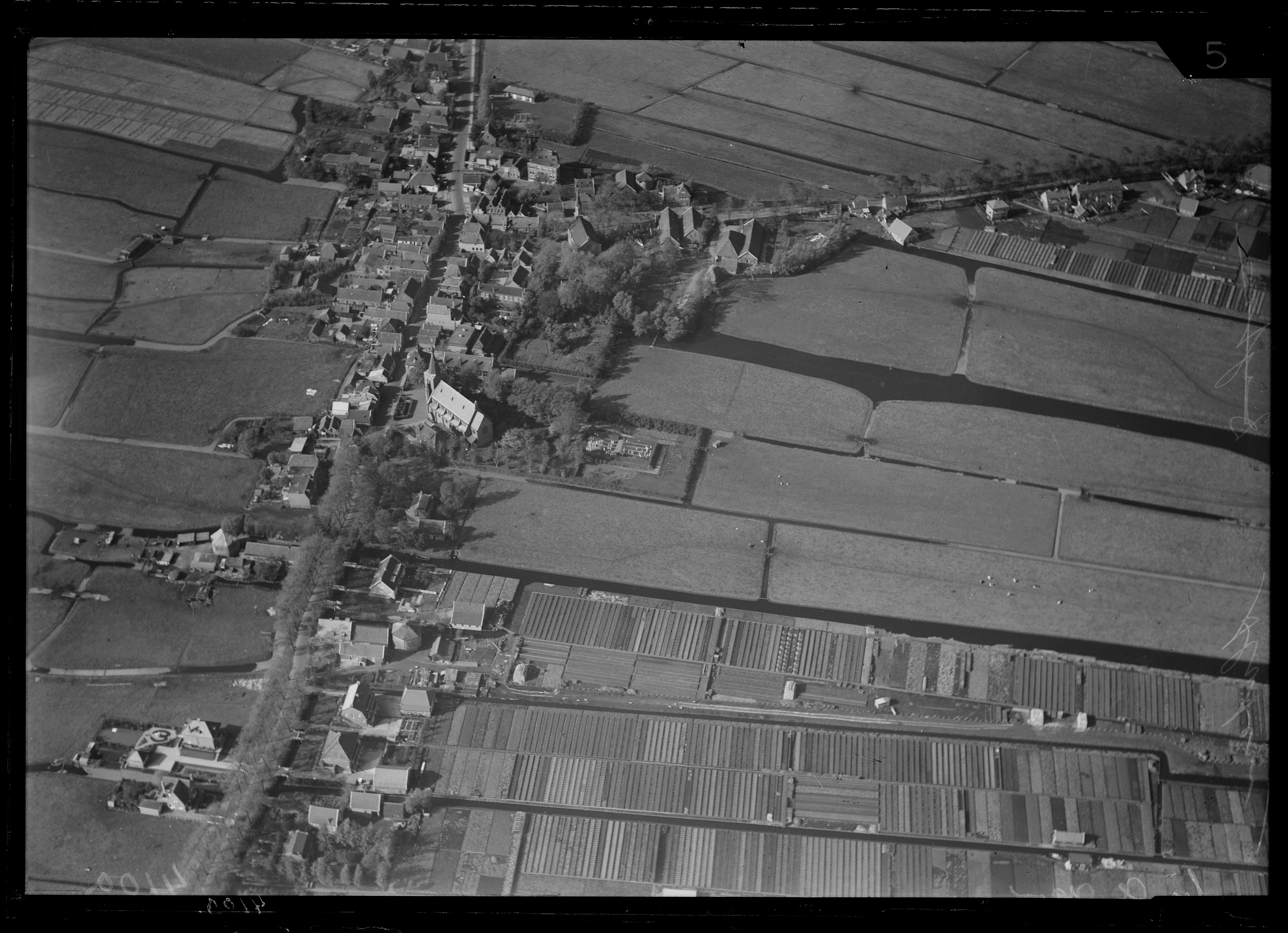
Luchtfoto van het dorp Sloten gezien in westelijke richting. Op de landerijen rechts ligt nu Nieuw-Sloten. Links van onder naar boven de Sloterweg, met in het midden de Sint-Pancratiuskerk. Op de achtergrond van links naar rechts de Slimmeweg, thans Osdorperweg; circa 1930. Luchtvaartafdeeling, 1920-1940.

Sloten is een dorp in de Nederlandse provincie Noord-Holland. Het dorp lag tot 1921 in de zelfstandige gemeente Sloten, die toen door Amsterdam werd geannexeerd. Sloten ligt in het zuidwesten van de stad Amsterdam als onderdeel van het stadsdeel Nieuw-West.

## Geschiedenis
De oudste vermelding van Sloten dateert uit 1063, zo'n twee eeuwen van vóór die van Amsterdam, toen er sprake was van een kapel te Sloton ten zuidwesten van de Slootermeer (thans Sloterplas). Sinds 1175 ligt het dorp met de kerk op een terp aan de huidige Sloterweg, op oude kaarten staat bij het Slootermeer nog het 'Oud Kerkhof' aangeduid. In de Middeleeuwen had Sloten een grote bakstenen kerk, die in 1573 door de Geuzen werd verwoest tijdens het Beleg van Haarlem. De in de 17e eeuw herstelde (nu protestantse) Sloterkerk werd wegens bouwvalligheid door de huidige Waterstaatskerk vervangen (bouwjaar 1861). In 1901 kwam de rooms-katholieke Sint-Pancratiuskerk er bij. Deze kerk is het eerste uitgevoerde werk van architect Jan Stuyt.

Gemeentewapen van de voormalige gemeente Sloten (vastgesteld in 1816). De ster symboliseert Sloterdijk, de hangsloten staan voor Sloten, de driehoek voor de Vrije Geer en de os voor Osdorp.

De inwoners van Sloten leefden voornamelijk van visvangst, veeteelt en tuinbouw. Het nabije Haarlemmermeer was een constante bedreiging voor het veenland. Aan de zuidwestkant van Sloten gingen in de loop der eeuwen grote stukken land verloren door de 'Waterwolf'. Ook twee dorpen, Rietwijk (ook genoemd Rijk) en Nieuwerkerk, verdwenen in de golven. Een grote overstroming in 1836, waarbij het hele grondgebied van Sloten tot aan de Haarlemmerpoort in Amsterdam onder water kwam te staan, leidde tot het besluit tot inpoldering van het Haarlemmermeer.
Het ambacht Sloten omvatte de bannen of gerechtsgebieden Sloten, Sloterdijk, Osdorp, de Vrije Geer, Raasdorp en Houtrijk en Polanen. De ambachten Houtrijk en Polanen werden in 1795 zelfstandig. Het restant van de vroegere ban Rietwijk, het westelijkste deel van de Riekerpolder, werd in 1812 aan Sloten toegevoegd. Het gebied van Sloten bestond uit meer dan tien polders.
Tot 1529 was Sloten voornamelijk op Haarlem georiënteerd, maar in dat jaar verdobbelde landheer Reinoud III van Brederode zijn bezittingen en viel Sloten toe aan de stad Amsterdam. Na de napoleontische tijd werd Sloten in 1816 een aparte gemeente, los van Amsterdam. Toen werd ook het gemeentewapen vastgesteld. Het raadhuis van Sloten stond echter niet in Sloten maar in Sloterdijk.
Het dorp lag aan de 'Heilige Weg' van Haarlem naar pelgrimsoord Amsterdam, bekend van het 'Mirakel' uit 1345. De Sloterweg was tot het begin van de 16e eeuw de belangrijkste landverbinding tussen Amsterdam en de rest van Holland, totdat de landengte naar Haarlem door de golven werd weggeslagen. Het Slootermeer werd in 1644 ingepolderd en drie eeuwen later, tussen 1948 en 1956, vergraven tot Sloterplas.
Het nabijgelegen Nieuwe Meer werd door zandwinning sterk vergroot. De oudste molen bij het dorp Sloten, de Riekermolen uit 1636, moest hiervoor in 1956 verdwijnen en verhuisde naar de Kalfjeslaan bij de Amstel. Sinds 1991 heeft Sloten een nieuwe molen, die als een van de weinige in Holland (bijna) iedere dag voor publiek geopend is. De Molen van Sloten beschikt bovendien over een lift. Tussen 2005 en 2020 was het complex uitgebreid met een Kuiperijmuseum. In 2018 verrees hiernaast de bierbrouwerij 'De 7 Deugden'. Nabij de molen en de Sloterbrug lag, aan de overkant van de Akersluis, sinds de jaren twintig tot halverwege de jaren zeventig het openlucht-Akerbad. Voorts staat in het dorpscentrum nog een oude 'banpaal' uit 1794 en is er het kleinste politiebureau van Nederland uit 1866.
Drie jaar voor de gehele annexatie door Amsterdam kreeg het dorp Sloten in 1918 een paardentramverbinding via de Sloterweg met de Overtoomse Sluis. De tramlijn Amsterdam - Sloten ging na de annexatie in 1921 op in de Gemeentetram Amsterdam. Deze verving het paard door een tractor, die in 1925 plaats maakte voor een busverbinding (lijn G). Alhoewel Sloten tot de gemeente Amsterdam behoort exploiteert het GVB sinds 2011 geen buslijnen meer in het dorp Sloten. In 1980 werd de GVB-bus over de Sloterweg vervangen door een streekbus van Centraal Nederland. Tot december 2015 reed Connexxion buslijn 145 over de hele lengte van de nog bestaande Sloterweg. Ten westen van de Anderlechtlaan keerde lijn 145 in december 2016 hier weer terug. Door deze gedeeltelijke teruglegging wordt het dorp Sloten beter bediend maar ook het Sportpark Sloten heeft weer een verbinding, sinds december 2017 is dit lijn 195.
In de loop van de twintigste eeuw werd het oostelijke en grootste deel van de vroegere landelijke gemeente Sloten bebouwd met nieuwbouwwijken van Amsterdam. Rond 1900 de Spaarndammerbuurt en Staatsliedenbuurt, voor 1940 de wijken van Plan West, na 1950 de Westelijke Tuinsteden.
Sinds 1962 is er een Dorpsraad Sloten-Oud Osdorp, om de vier jaar gekozen door de stemgerechtigde inwoners van het gebied Sloten-Oud Osdorp.
In de jaren negentig werd op de plaats van het Tuinbouwgebied Sloten de woonwijk Nieuw Sloten gebouwd. In een poging verdere inklemming van het oude dorp door nieuwbouwwijken en infrastructuur tegen te gaan, werd door dorpsbewoners een referendum aangevraagd over de aanleg van een tramspoor door en gedeeltelijke bebouwing van het 'Weilandje van Sloten'. Met dat tramspoor wilde de gemeente volgens oorspronkelijk plan lijn 16 en daarna lijn 2 doortrekken naar de verder westelijk gelegen nieuwbouwwijk De Aker. Het referendum, gehouden op 17 mei 1995, werd een overwinning voor de aanvragers, en daarmee een van de weinige referenda die negatief uitvielen voor de gemeente. In 2003 werd hier Natuurpark Vrije Geer geopend, in een veenweidegebied met een eeuwenoud middeleeuws en ongeschonden slotenpatroon. Grenzend aan het oude dorp ligt het Sportpark Sloten met een overdekte wielerbaan. Aan de andere kant van het dorp verscheen in de jaren negentig de nieuwbouwwijk De Aker.
Sinds 2017 is het dorp Sloten een gemeentelijk beschermd beschermd dorpsgezicht.

## Afbeeldingen

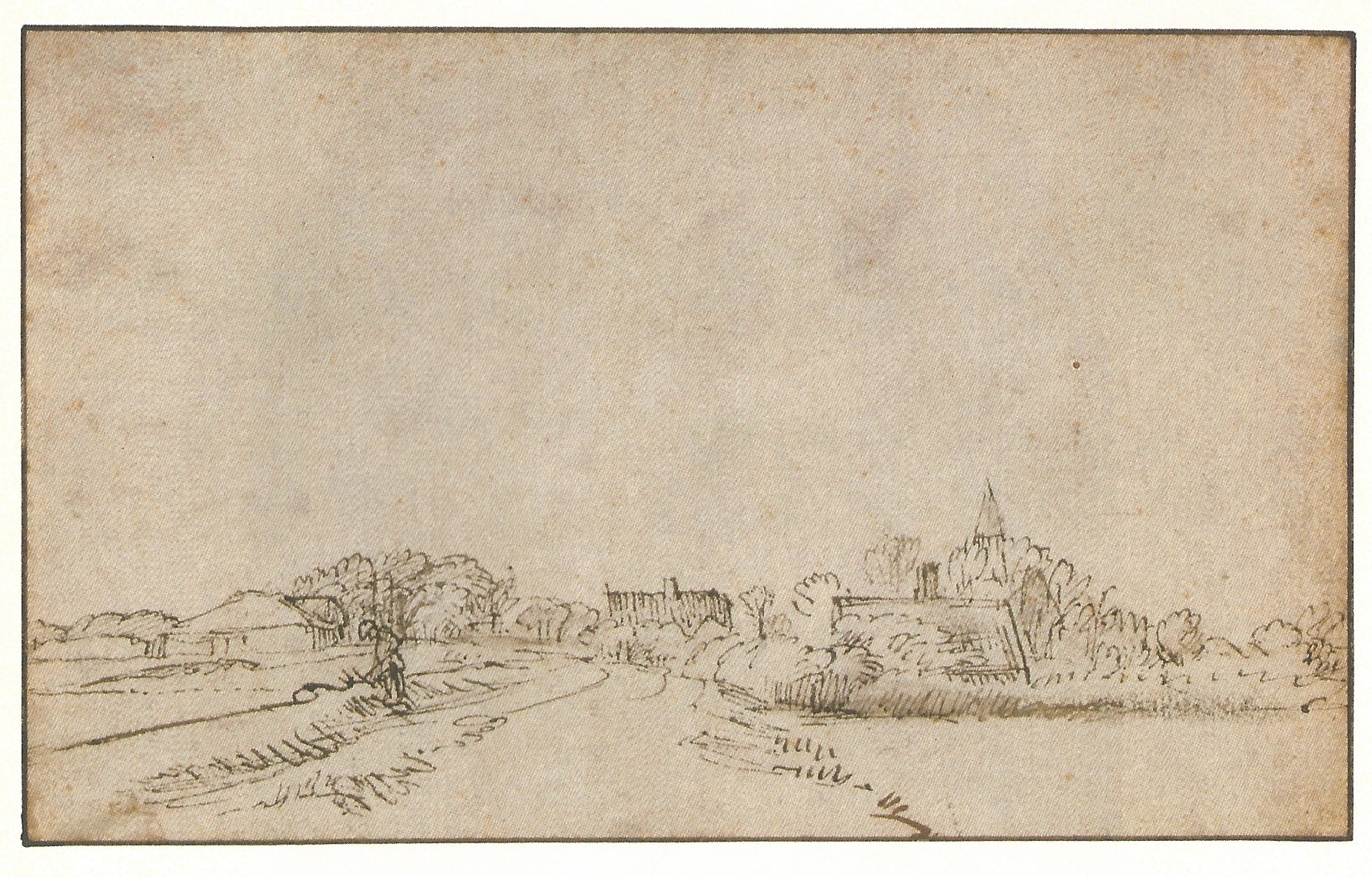
Zicht op Sloten op een ets van Rembrandt.
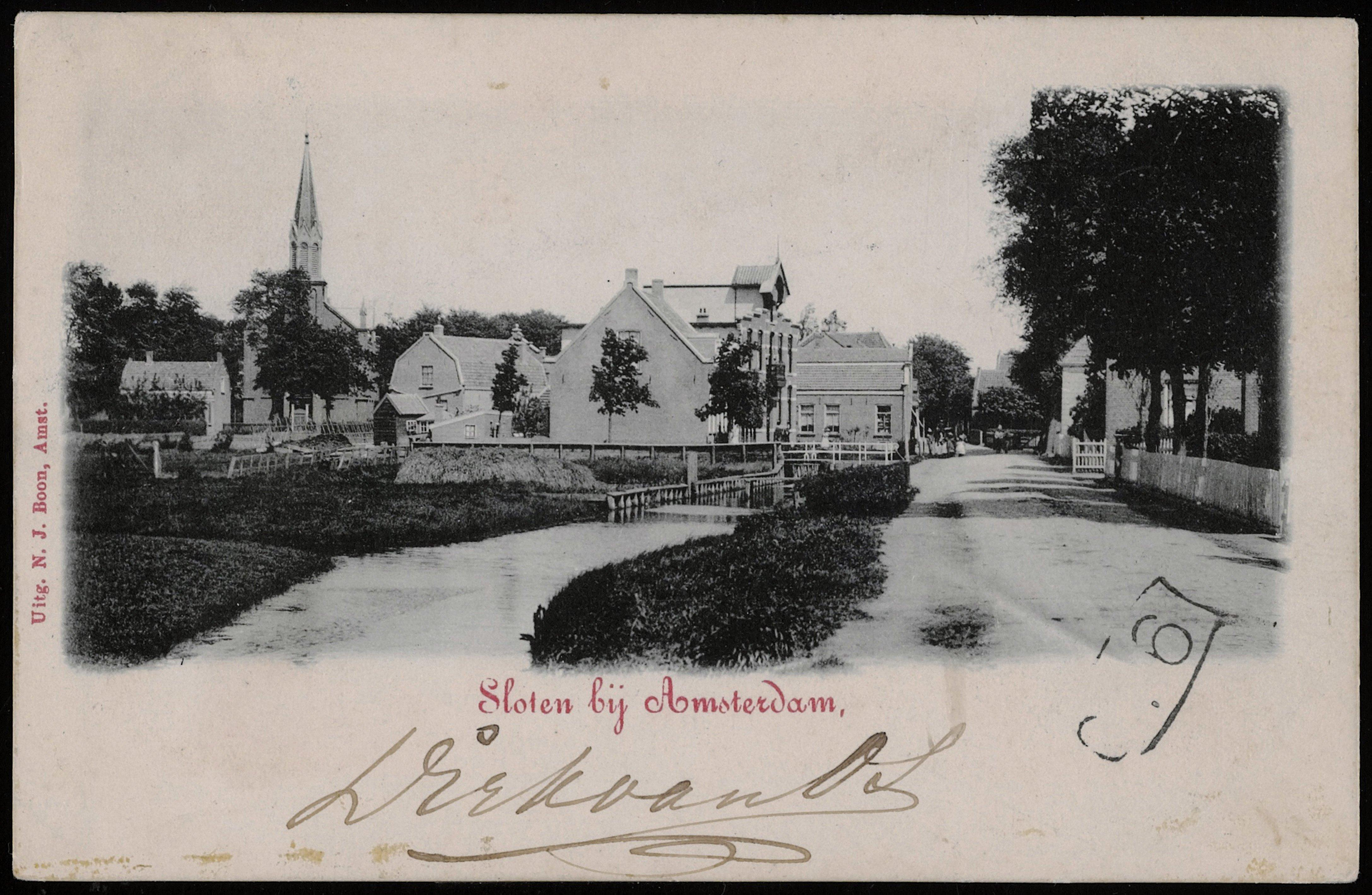
Akerweg, Sloten bij Amsterdam. Links de Sloterkerk; circa 1910.
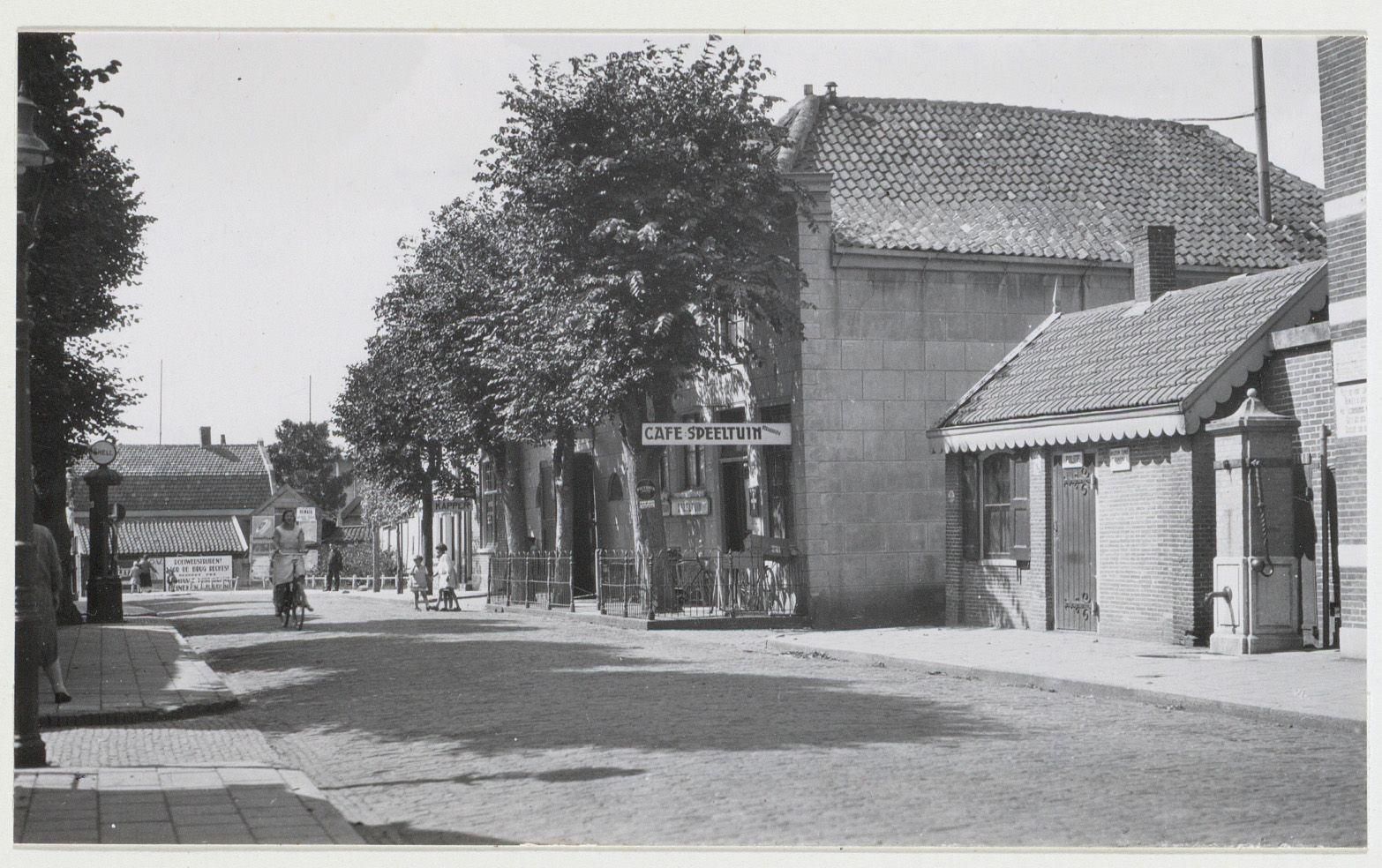
Tot 1951 stond in het hart van het dorp het Rechthuis van Sloten. Tegenwoordig is hier het Dorpsplein met de rechts zichtbare dorpspomp en het politiebureautje.
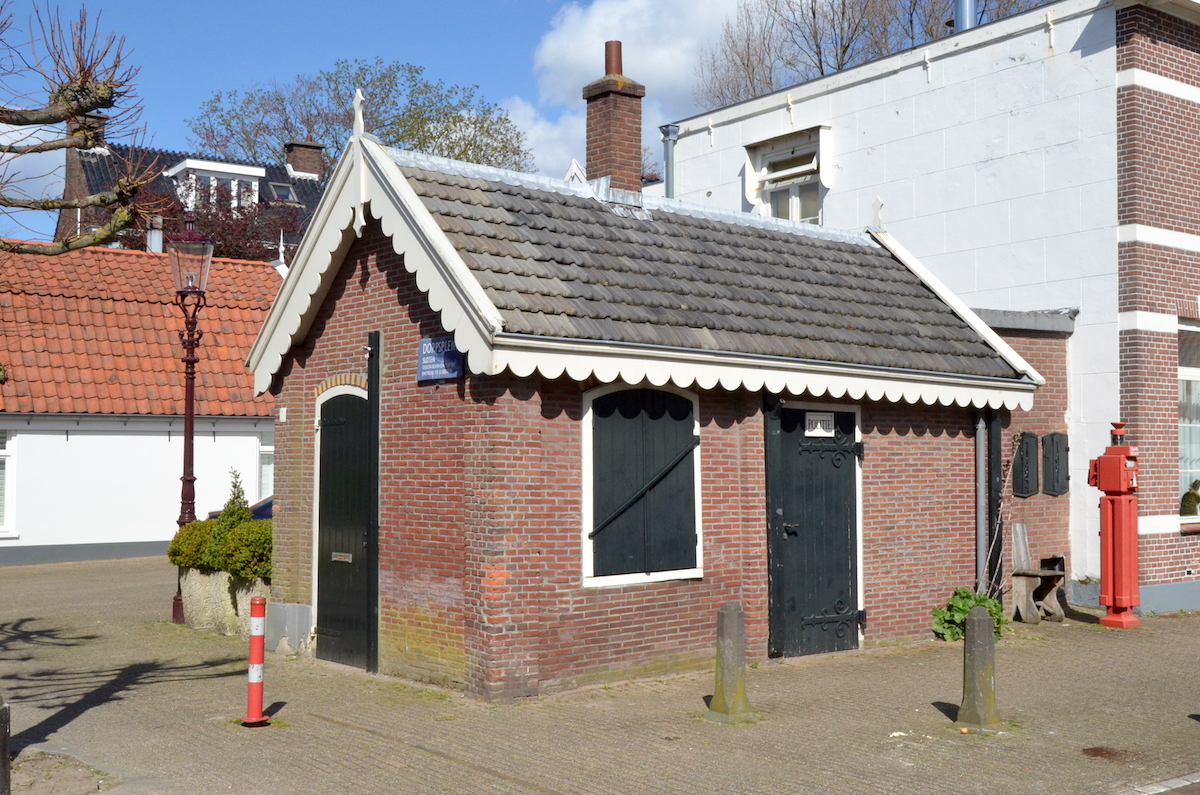
Het 'kleinste politiebureautje van Nederland' bij het Dorpsplein van Sloten (NH). Rechts staat een brand- en politiemelder; 19 april 2016. Foto: Erik Swierstra.
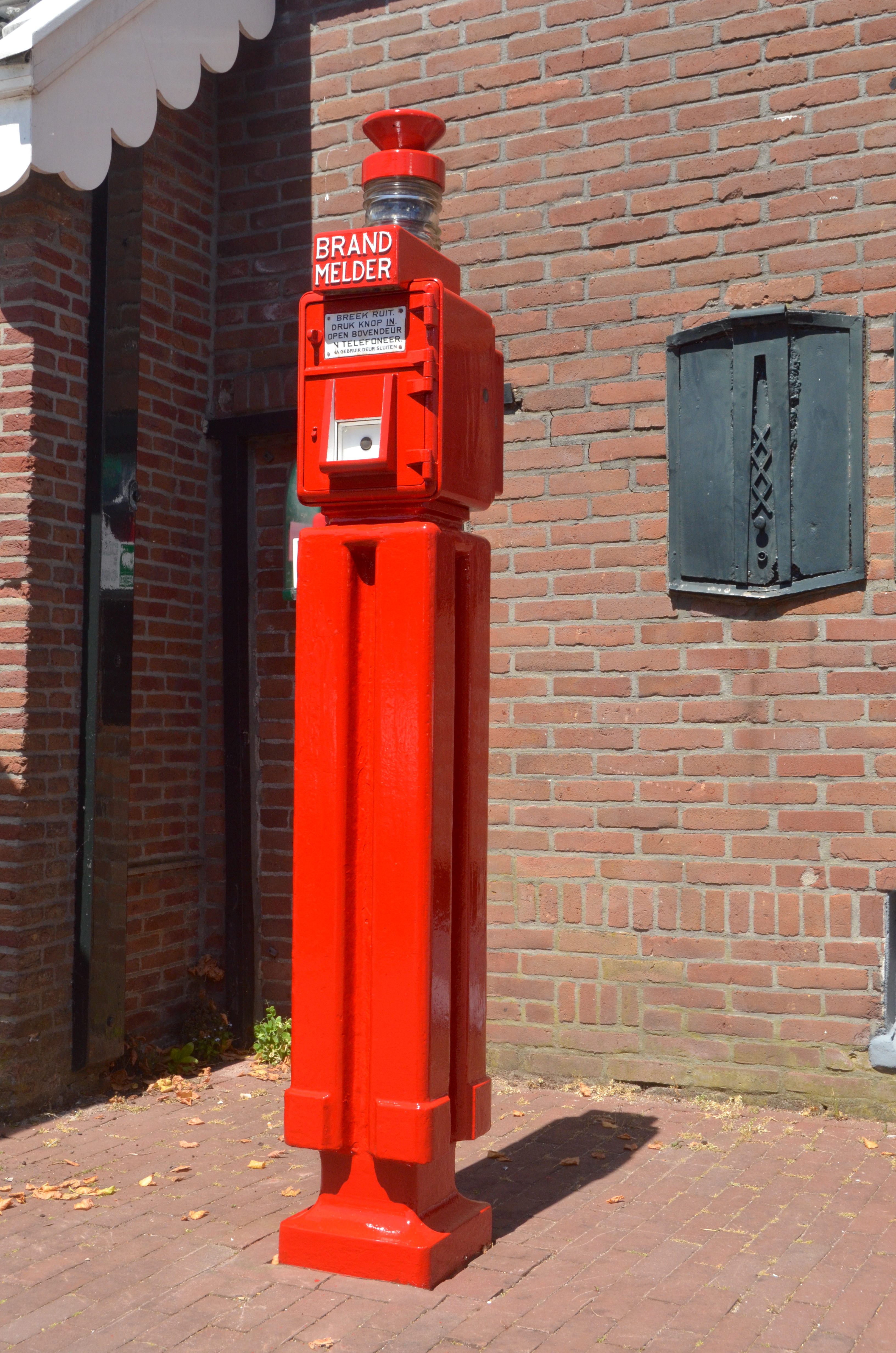
Brandmelder voor het Politiebureautje Sloten.
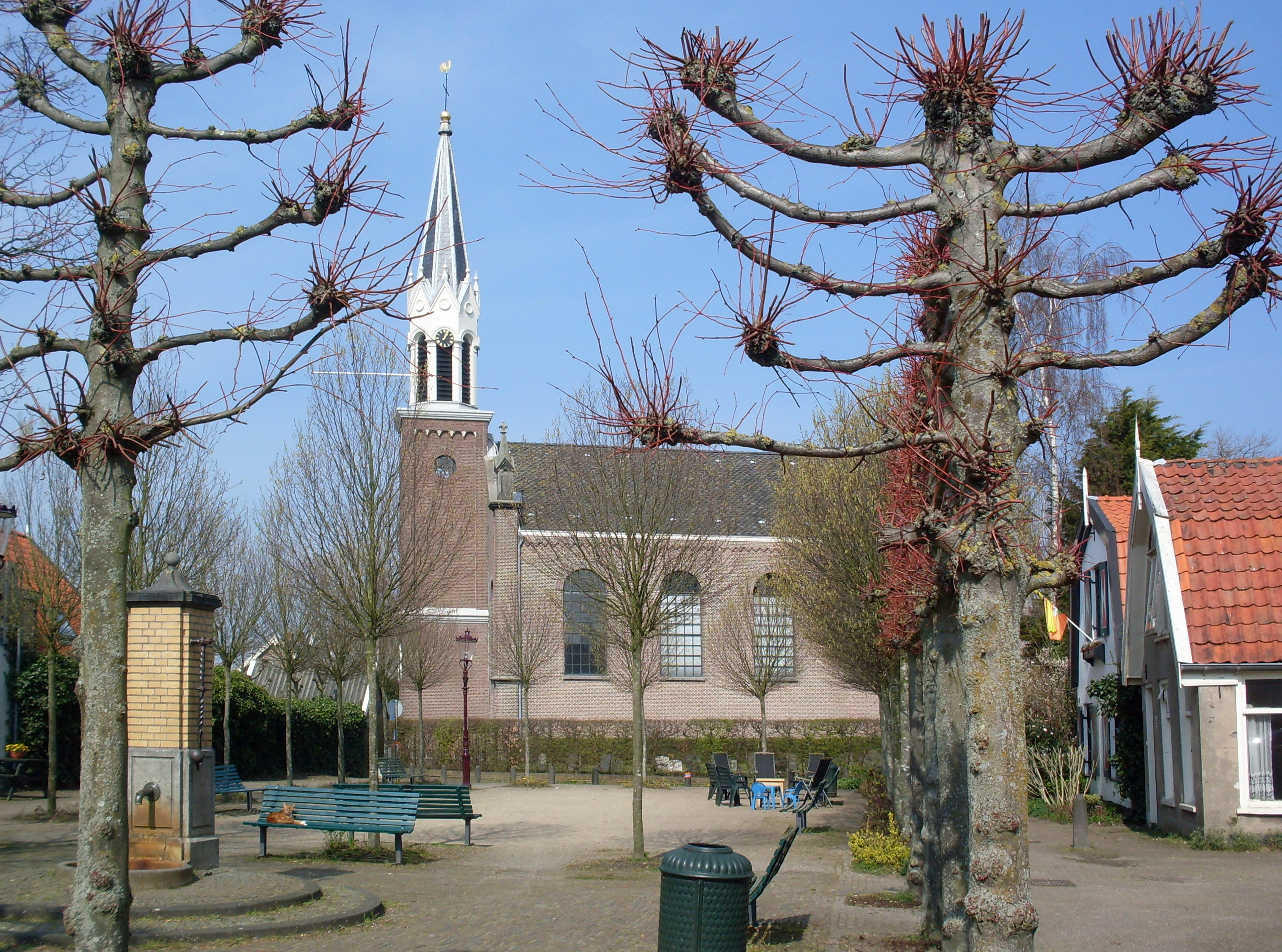
Dorpsplein met dorpspomp en Sloterkerk
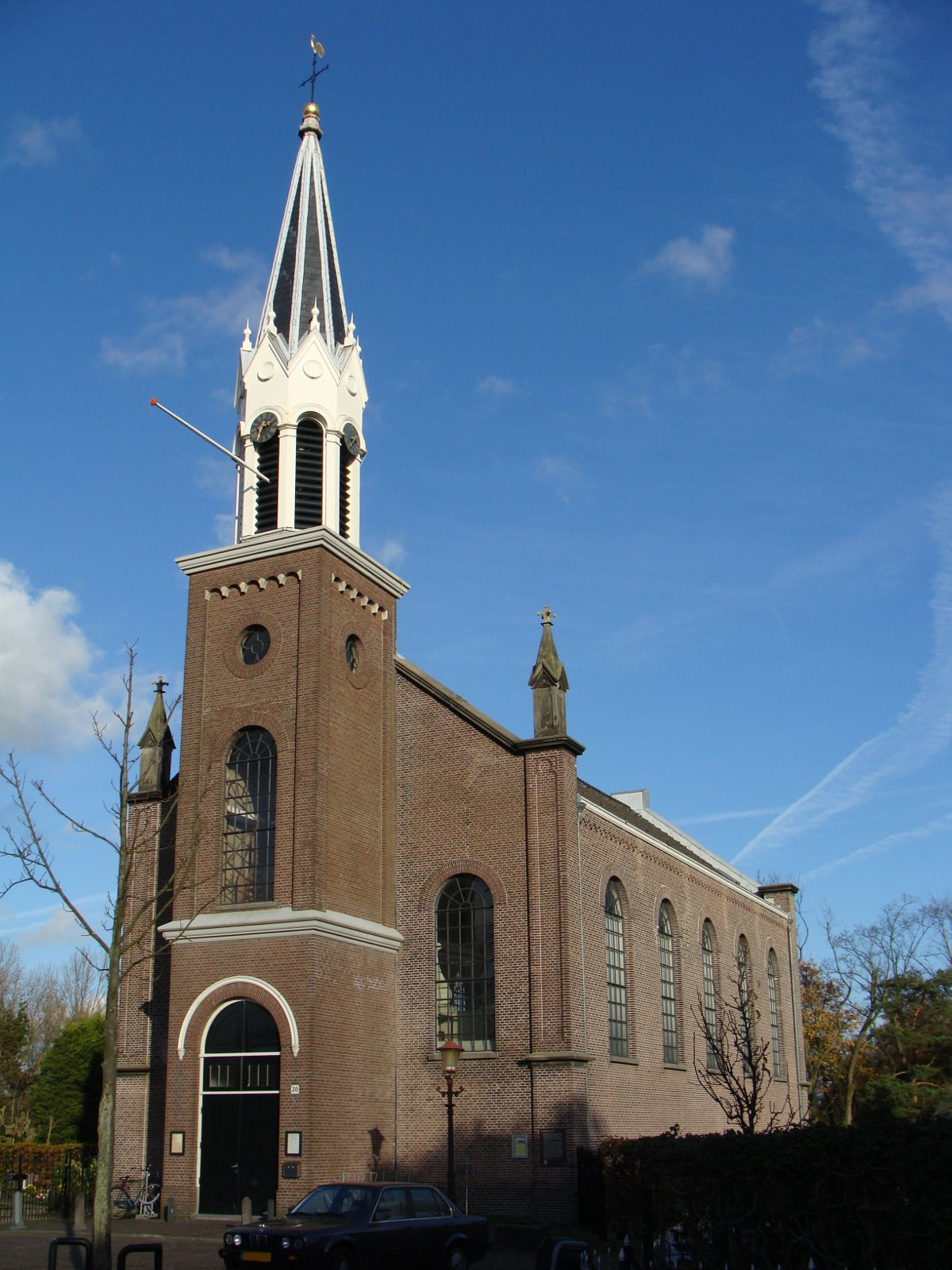
De Sloterkerk
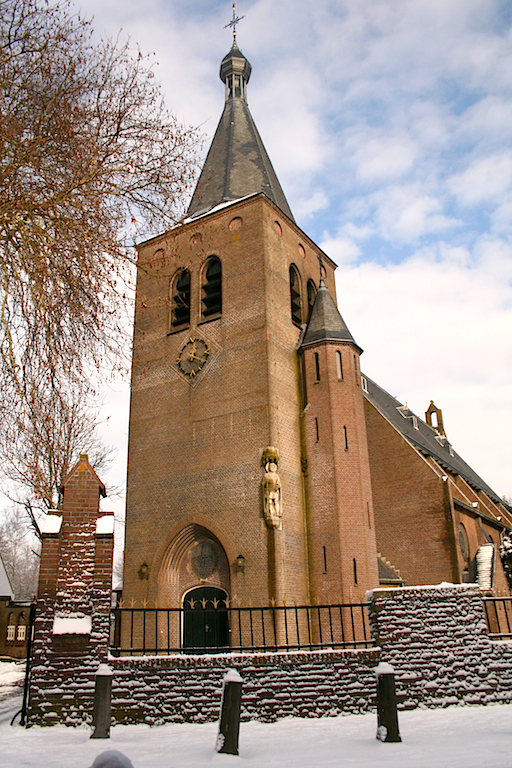
De Sint-Pancratiuskerk
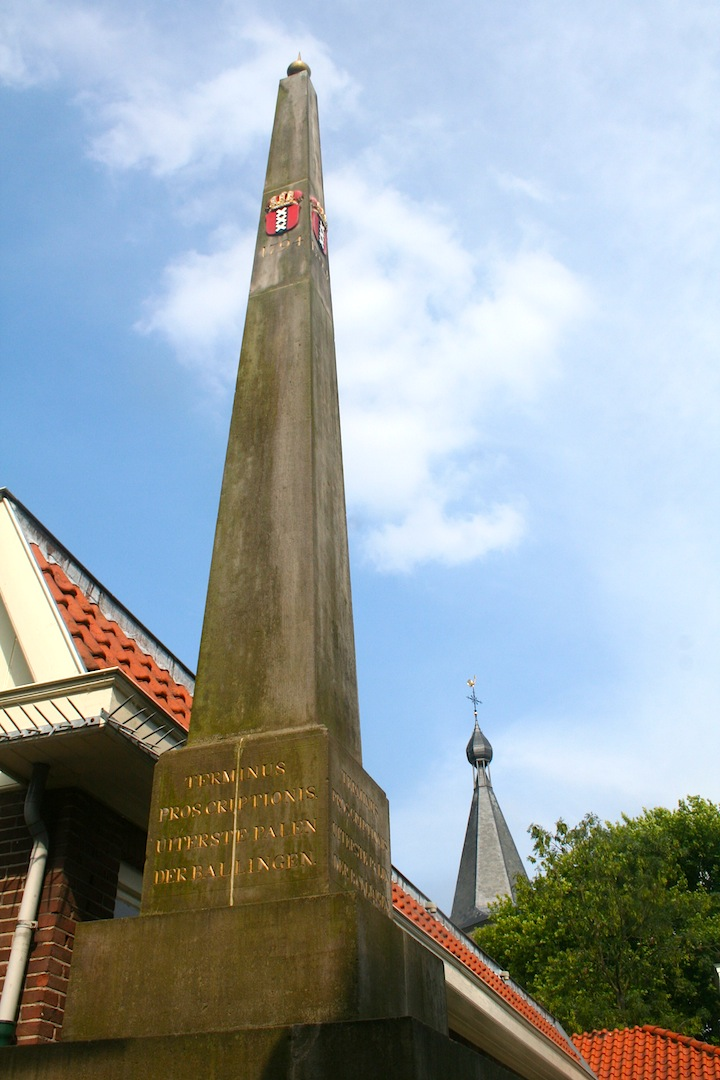
Banpaal in het dorp Sloten met daarop het wapen van Amsterdam en het jaartal 1794; op de achtergrond de toren van de Sint-Pancratiuskerk
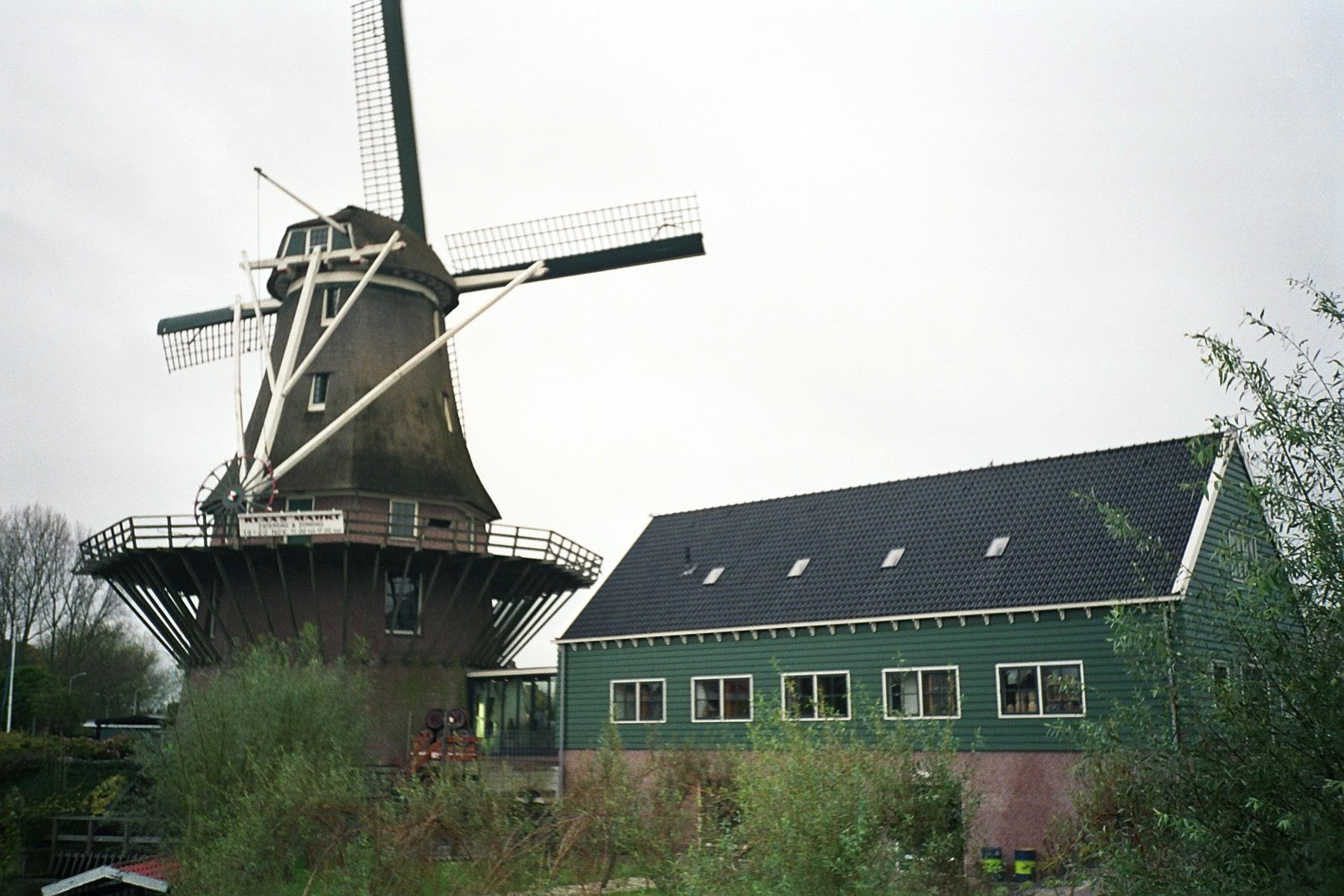
Molen van Sloten en Kuiperijmuseum
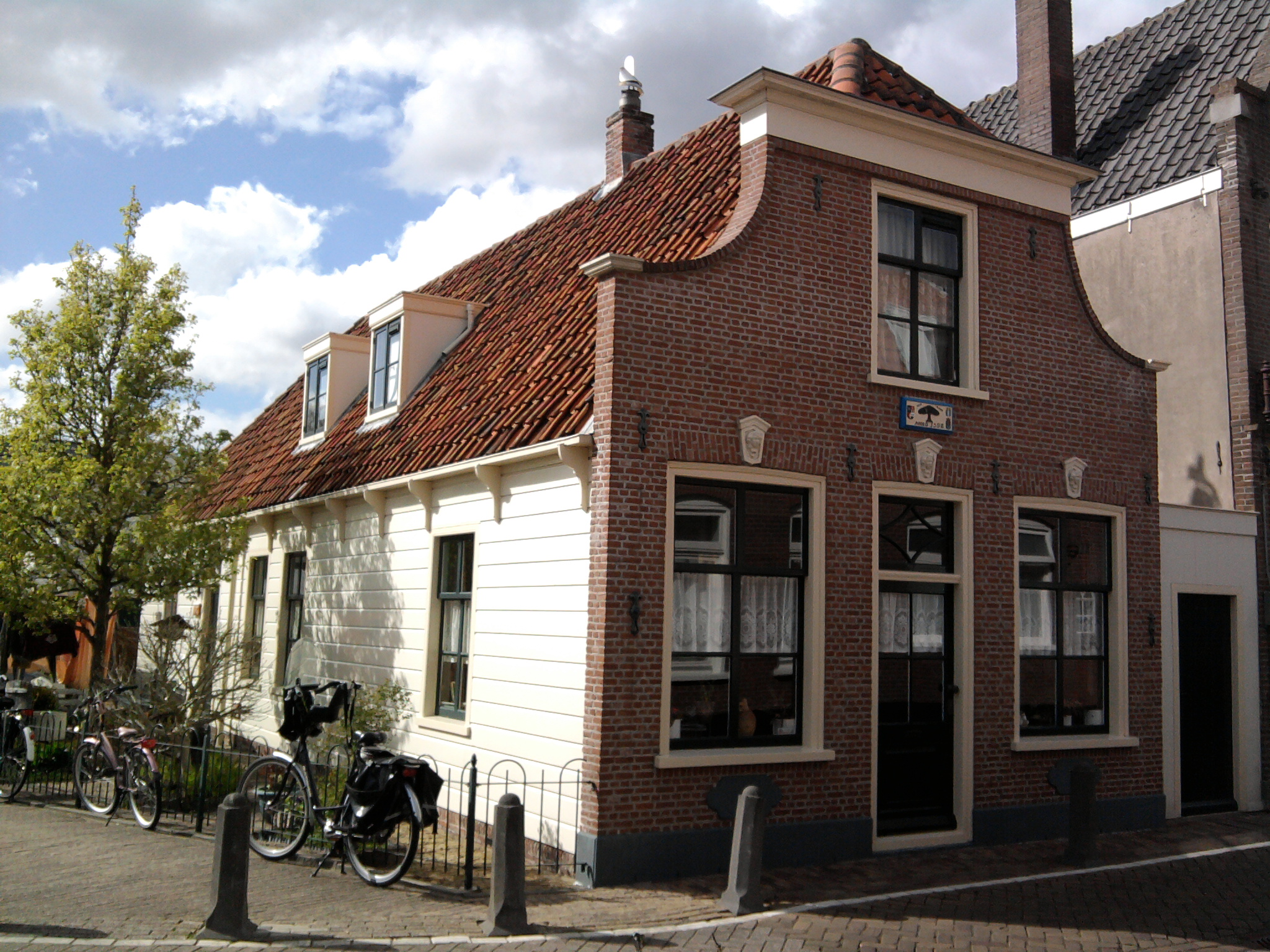
Huis op de hoek van de Sloterweg en Osdorperweg
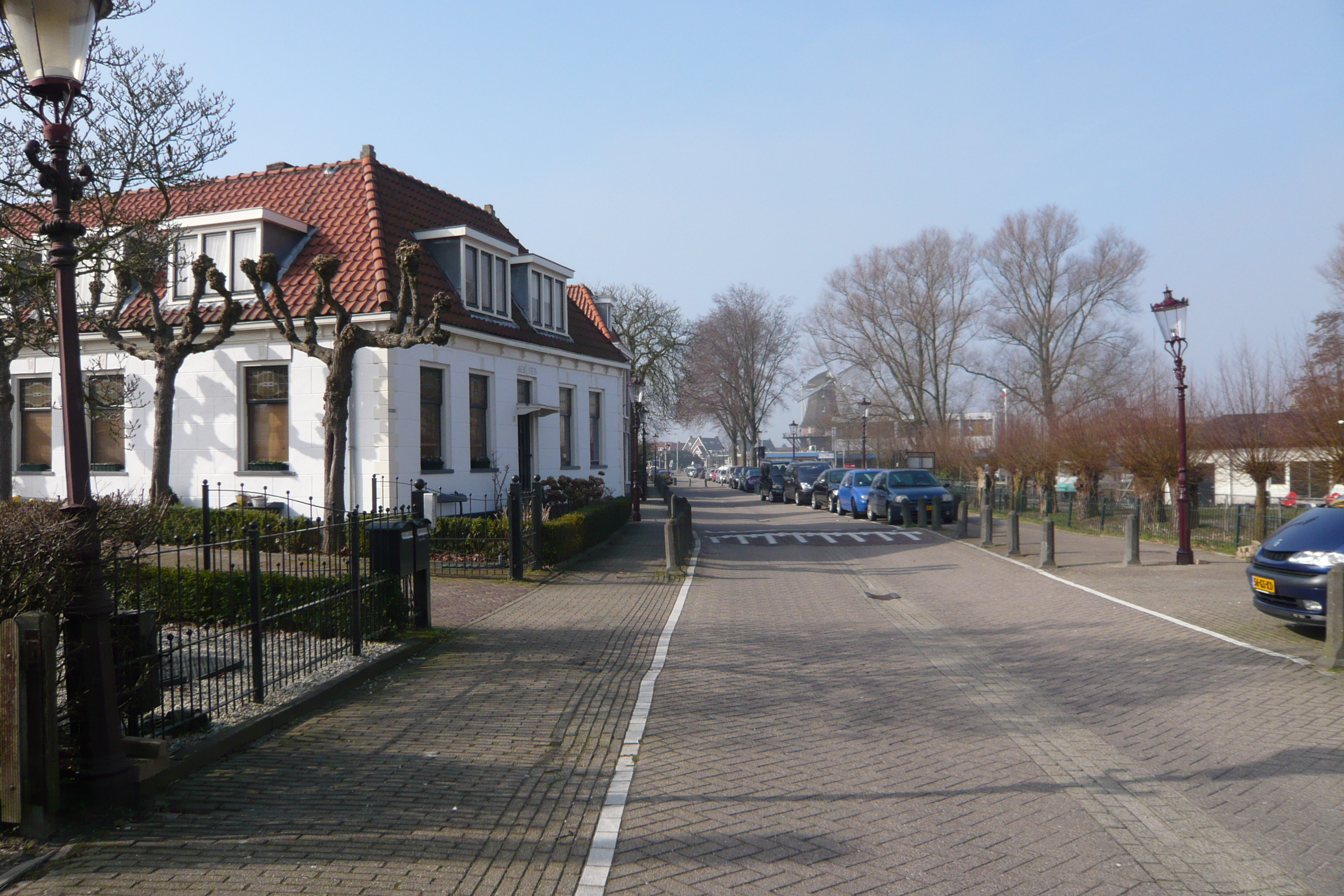
Akerstein in het dorp Sloten
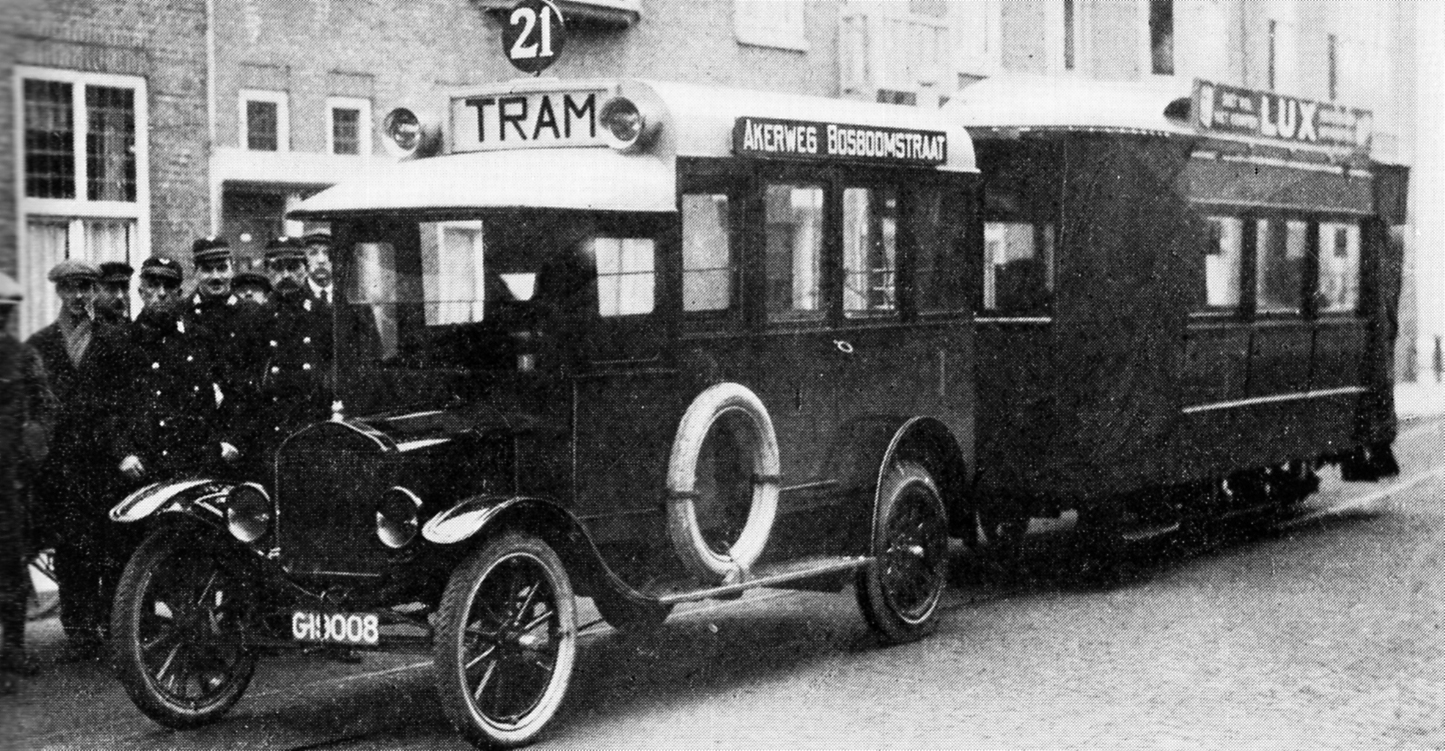
Tractortram tussen Sloten en de Overtoomse Sluis in 1922
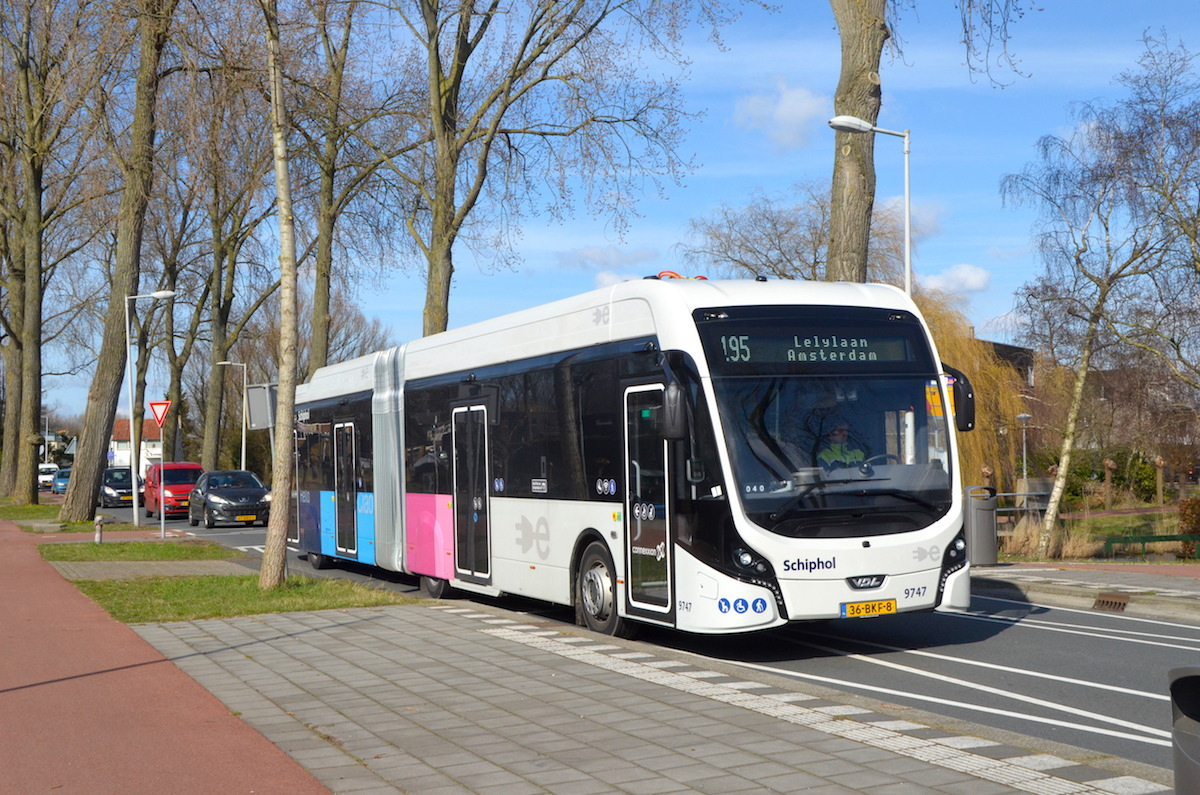
De moderne opvolger van de tractortram bijna een eeuw later: een elektrische bus van Connexxion (nr. 9747) op lijn 195 (Schiphol - Station Amsterdam Lelylaan) op de Ditlaar bij het dorp Sloten; 29 maart 2018. Foto: Erik Swierstra.